# لعبة إيقاعية

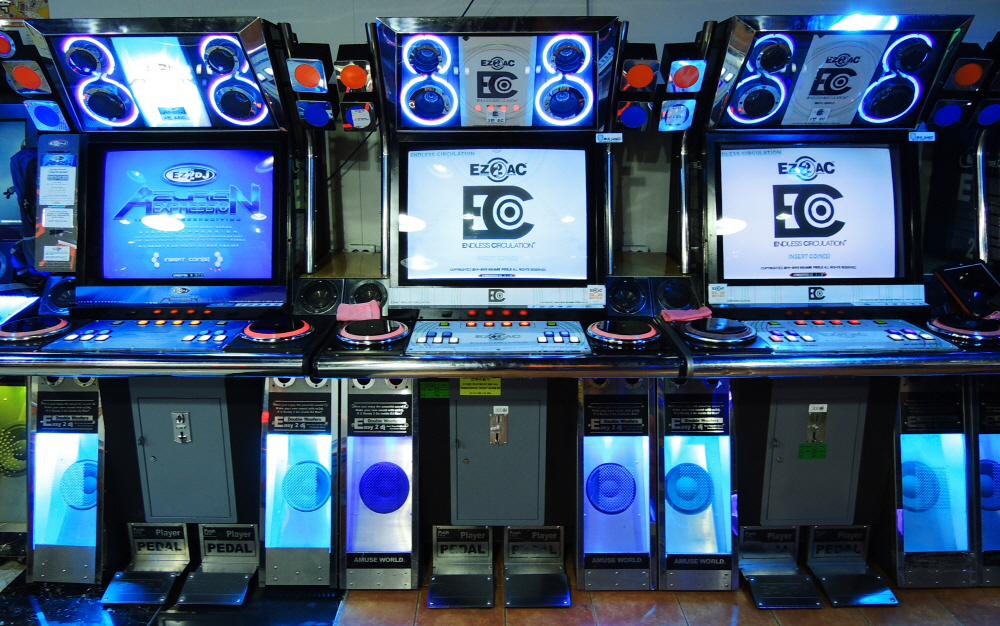

الألعاب الايقاعية (بالإنجليزية: music video game) هي نوع من أنواع العاب الفيديو جيمز بحيث تعتمد على كبس الزر المناسب في الوقت المناسب، هذا النوع يشتهر بصعوبته. من امثله هذا النوع جيتار هيرو ودي جي ماكس بورتبل و باتابون.

## نظرة عامة

### ألعاب مزج الموسيقى
ألعاب مزج الموسيقى هي تلك التي يستخدم فيها اللاعبون أصواتًا، موسيقى أو مسارات صوتية أخرى مُعدّة مسبقًا و يتفاعلون معها داخل اللعبة لإنشاء أعمال موسيقية جديدة. تُسْبِه هذه الألعاب ألعاب مزج الموسيقى التقليدية، ولكن من خلال إنشاء مزيج معين من الأصوات، قد يحصل اللاعب على نقاط أو يفتح ميزات إضافية. من بين هذه الألعاب إنكريديبوكس و فيوزر.